# (202373) Ubuntu
(202373) Ubuntu est un astéroïde de la ceinture principale.

## Description
(202373) Ubuntu est un astéroïde de la ceinture principale. Il fut découvert par Amanda Gulbis le 11 mars 2005 à l'observatoire de Kitt Peak. Il présente une orbite caractérisée par un demi-grand axe de 3,02 UA, une excentricité de 0,041 et une inclinaison de 1,19° par rapport à l'écliptique.
Il fut nommé en référence à la philosophie nommée Ubuntu, qui consiste à mettre en avant la valeur du collectif en insistant sur les relations interpersonnelles.

## Compléments